# تیم ملی فوتبال زیر ۲۰ سال ژاپن
تیم ملی فوتبال زیر ۲۰ سال ژاپن یا تیم ملی فوتبال جوانان ژاپن، نمایندهٔ فوتبال کشور ژاپن در مسابقات جوانان آسیا و بین‌المللی است که زیر نظر فدراسیون فوتبال ژاپن فعالیت می‌کند.